# Thomas Falbe
Thomas Falbe-Hansen (født 13. december 1972) er en dansk journalist, der er tidligere chefredaktør i DR Nyheder. 1. august 2025 tiltræder han som administrerende direktør for TV 2 Kosmopol.

## Karriere
Thomas Falbe blev uddannet journalist fra Danmarks Medie- og Journalisthøjskole i 2000.
Han var i en årrække ansat i DR, blandet som USA-korrespondent 2005-2008, ledende redaktionschef for DR's udlands- og Christiansborgredaktioner 2012-2015, ligesom han har været redaktionschef for P3 Nyheder. I 2016 blev han udnævnt til nyhedschef i DR Nyheder, og i 2021 blev han udnævnt til chefredaktør samme sted.
Thomas Falbe blev i februar 2025 krævet afskediget af flere politikere, herunder grønlandsordfører for Dansk Folkeparti Alex Ahrendtsen og fungerende politisk ordfører Steffen W. Frølund fra Liberal Alliance, der kaldte dokumentaren Grønlands hvide guld "vildledende" og "fake news". Nogle dage senere blev Falbe fyret, ifølge DR som konsekvens af en række opdagede fejl i dokumentaren, der ved samme lejlighed blev trukket tilbage. Ifølge nyhedsdirektør Sandy French skyldtes fyringen, at hun ikke havde haft kendskab til, at politikerne Múte Bourup Egede og Lars-Emil Johansen blev forevist en misvisende graf, da blev interviewet til dokumentaren.
I juni 2025 blev det offentliggjort, at Falbe fra 1. august 2025 ville tiltræde som administrerende direktør for TV 2 Kosmopol. Her afløser han Morten Kjær Petersen.